# E. Emmet Reid
Ebenezer Emmet Reid (* 27. Juni 1872 in Fincastle, Virginia; † 21. Dezember 1973) war ein US-amerikanischer Chemiker und Hochschullehrer.

## Leben
E. Emmet Reid studierte Chemie an der Johns Hopkins University und wurde dort 1898 bei Ira Remsen mit der Arbeit The Hydrolysis of Acid Amides promoviert. Von 1908 bis 1937 lehrte er dort Chemie.
Während des Ersten Weltkriegs war Reid zwischenzeitlich von 1917 bis 1918 zum Militär eingezogen und forschte dort über chemische Kampfstoffe und Tränengase.
Sein Arbeitsgebiet war insbesondere die Chemie organischer Schwefelverbindungen.

## Ehrungen
Ihm zu Ehren richtete die Johns-Hopkins-Universität den E. Emmet Reid Chair in Chemistry ein.

## Publikationen (Beispiele)
- Organic Chemistry of Bivalent Sulfur, Chemical Publishing Co., New York, 1958.
- My First One Hundred Years, Chemical Publishing Co, 1972. ISBN 9780905715087